# De drie musketiers
De drie musketiers (Frans: Les trois mousquetaires) is een roman, geschreven door de Franse schrijver Alexandre Dumas. Het boek werd voor het eerst gepubliceerd in 1844. Daarvoor schreef Dumas voor een Parijse krant regelmatig stukjes van het verhaal.
Dumas liet zich inspireren door bestaande verhalen, grotendeels waargebeurd, die gebundeld waren in een boek dat in de bibliotheek van Marseille stond. Hij heeft het boek daar geleend, mee naar Parijs genomen en nooit meer teruggebracht. In dit boek stonden de heldendaden beschreven van diverse legendarische musketiers uit de zeventiende eeuw.
De roman speelt zich af rond 1627, ten tijde van kardinaal Richelieu en koning Lodewijk XIII. De drie musketiers (een soort van eregarde voor de Franse koning in de 17e eeuw) zijn Aramis, Athos en Porthos. Hoewel ze bekendstaan als de drie musketiers spelen hun avonturen zich af met vier personen. De vierde musketier is waarschijnlijk zelfs de bekendste: D'Artagnan.
Hun beroemde motto was: “Eén voor allen en allen voor één”.

## Verhaal
De belangrijkste verhaallijn is het complot van de op macht beluste kardinaal Richelieu die gebruik wil maken van de onervarenheid van de jonge koning Lodewijk XIII. Door de koning en zijn vrouw in diskrediet te brengen hoopt hij de koning tot aftreden te dwingen waarop hij zelf het leger kan aanvoeren om de hugenoten aan te vallen en de oorlog te verklaren aan Engeland.
De kardinaal wordt daarbij geholpen door het hoofd van zijn garde, de graaf van Rochefort. Daarnaast zet hij een spionne en moordenares in, de valse Milady de Winter.
De drie musketiers blijven echter trouw aan de koning. Later sluit de jonge D'Artagnan zich bij hen aan. Via zijn geliefde Constance, de hofdame van de koningin, komt hij achter de snode plannen van de kardinaal. Samen met de drie musketiers probeert hij deze plannen vervolgens te dwarsbomen.

## Producties
Het verhaal is meerdere malen verfilmd, reeds in de tijden van de stomme film. Een van de eerste versies verscheen in 1898 met als titel Fencing Contest from the Three Musketeers. Daarna verschenen er meer dan 35 filmbewerkingen, de meeste in het Engels en Frans, maar ook in het Spaans en Italiaans. De bekendere versies zijn onder andere die van 1948, 1973 en 1993. In 1978 werd ook een Russische film gemaakt. In 2011 verscheen een verfilming onder regie van Paul W.S. Anderson. In 2023 volgden twee nieuwe en grootschalige Franse verfilmingen, Les Trois Mousquetaires: D’Artagnan en Les Trois Mousquetaires: Milady, beide geregisseerd door Martin Bourboulon.
Behalve als bioscoopfilm verscheen het verhaal ook als tv-(mini)serie in 1954 (Engels), 1956 (Italiaans), 1966 (Engels) en 2004 (Frans) en 2014 (Engels).
Van het boek is door Joop van den Ende Theaterproducties ook een musical gemaakt, 3 Musketiers de musical. De wereldpremière daarvan vond plaats in Rotterdam op 30 maart 2003 (30-03-03). Tijdens het gala van de John Kraaijkamp Musical Award kreeg, ondanks de vele nominaties, alleen Ellen Evers een prijs voor beste vrouwelijke bijrol. De musical wijkt vooral van het oorspronkelijke verhaal af door de grote rol van Constance Bonacieux, die in het boek en de meeste verfilmingen een bijrol speelt. Ten slotte is er een spel voor de pc verschenen waarbij de speler wordt geacht, zijn vrienden (Musketiers) te bevrijden.